# José de Onís
José de Onís López y González (Cantalapiedra, Salamanca, 11 de mayo de 1726 - ibídem, 6 de noviembre de 1802), fue un diplomático español, tío de Luis de Onís.

## Biografía
Se licenció en Derecho y Humanidades en la Universidad de Salamanca, trasladándose a Madrid para ingresar en la Escuela Diplomática. Su Majestad el Rey Carlos III lo designó plenipotenciario en Dresde y en 1792 Carlos IV lo nombró jefe de misión diplomática en Rusia, en tiempos de Catalina la Grande.
Se había casado con Manuela de Onís González-Vara, quien narró el viaje desde su pueblo salmantino a Rusia, su estancia en la corte y su viaje de retorno, en Diario del Viaje de Cantalapiedra a San Petersburgo, mencionado por Antonio García Boiza, profesor de la Universidad de Salamanca, en su libro "Medallones Salmantinos", de 1924. 
En 1796 retornó a España, siendo designado miembro honorario del Consejo de Estado y caballero de la Orden de Carlos III. Pasó los últimos años de su vida en su pueblo natal, donde falleció.

### Individuales
1. ↑  «Real Decreto expedido por Carlos IV, de jubilación y concesión de honores del Consejo de Estado en premio a los buenos servicios a José de Onís, Ministro Plenipotenciario en Rusia (1799, febrero, 27)». PARES. Archivo Histórico Nacional. 27 de febrero de 1799.